# Fort Halstead

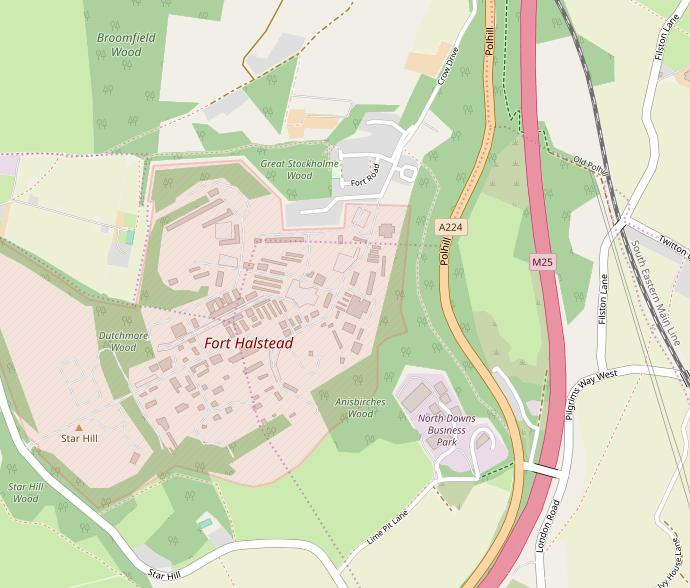
Carte de la région du Kent au nord de la ville de Sevenoaks montrant le fort Halstead

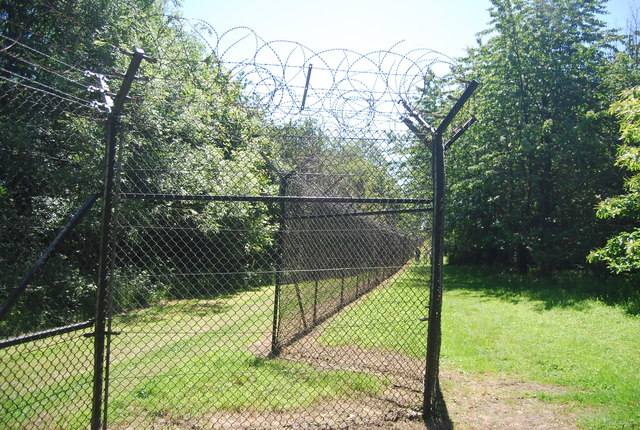
Fort Halstead, ancien établissement du ministère de la défense, vu en 2011.

Fort Halstead est un site de recherche du Defence Science and Technology Laboratory (DSTL), une agence exécutive du ministère britannique de la Défense. Il est situé sur la crête des Kentish North Downs, surplombant la ville de Sevenoaks, au sud-est de Londres. Construit à l'origine en 1892 dans le cadre d'un anneau de forteresses autour de Londres, le fort Halstead devait être occupé par des volontaires en cas de crise.
La base est devenue le siège de l'établissement de développement de projectiles, du ministère de l'approvisionnement (en) et, plus tard, le siège de l'établissement royal de recherche et de développement de l'armement (RARDE).

## Conception et construction
Fort Halstead fait partie des London Defence Positions, un programme conçu par le lieutenant-général Sir Edward Bruce Hamley (en) et mis en œuvre par le secrétaire d'État à la Guerre, Edward Stanhope, qui annonce le plan au Parlement en 1889. Le programme envisage une ligne de retranchements pour protéger les abords sud et est de la capitale en cas de guerre. Ces retranchements doivent être soutenus par treize forts simples, connus sous le nom de "centres de mobilisation", qui doivent contenir les outils, les ressources et les munitions pour les hommes de la Volunteer Force (en), chargés de creuser les retranchements, et de quoi les armer contre les envahisseurs.
Mettant ces plans en action en 1890, le War Office achète un terrain dans le Kent, sur un terrain élevé près de la ville de Sevenoaks. Retardé par une pénurie de fonds, le fort polygonal est construit entre 1895 et 1897; il comporte des casemates voûtées du côté ouest et un magazine à l'est. Un rempart en terre avec des positions pour les pièces d'artillerie de campagne légère et les mitrailleuses est entouré d'un fossé avec un revêtement en béton sur la face escarpée. Un cottage est construit pour un gardien, qui est responsable de l'entretien et de la sécurité en temps de paix.

## Histoire comme ouvrage défensif
La supériorité croissante de la Royal Navy réduit la probabilité d'une invasion et le programme de défense de Londres est officiellement abandonné en mars 1906. Beaucoup de centres de mobilisation sont rapidement vendus; cependant, le fort Halstead et quelques autres sont conservés, peut-être pour faciliter la dispersion des stocks retirés des autres sites. Après le déclenchement de la Première Guerre mondiale, le programme de défense de Londres est relancé et bon nombre des retranchements prévus sont en fait creusés pour former une ligne d'arrêt intérieure.
Le fort Halstead semble reprendre son rôle pour le moment. En 1915, un laboratoire est construit à l'intérieur du fort pour l'inspection des munitions. En 1921, le fort est vendu à un colonel à la retraite, qui s'installe dans le laboratoire et loue les cottages. Le reste du site est utilisé comme terrain de camping pour la Territorial Army, les scouts, les guides et l'hébergement des réfugiés.

## Recherche sur les fusées
En 1938, Fort Halstead devient le siège du Projectile Development Establishment, qui poursuit ses travaux sur les fusées à combustible solide qui ont commencé à Woolwich deux ans plus tôt. Sous la direction du Dr Alwyn Crow (en), les travaux portent principalement sur les roquettes pouvant être utilisées comme armes antiaériennes. Dans le cadre de cette recherche, plus de quatre-vingts nouveaux bâtiments sont construits dans et autour du fort.
Les travaux à Halstead aboutissent au projectile non rotatif (en) de 7 pouces utilisé sur les navires de la Royal Navy, et à une version de 3 pouces qui est exploitée par l'armée britannique dans des centaines de batteries Z pour la défense aérienne du Royaume-Uni. D'autres développements sont la roquette antichar air-sol RP-3 et les systèmes de bombardement surface-surface Mattress et Land Mattress.

## Historique du RARDE
Deux départements, le "Département de la recherche" et le "Département de conception", sont créés en 1922 à Woolwich Arsenal. Pendant la Seconde Guerre mondiale, le département de conception déménage à Fort Halstead, suivi peu de temps après par le département de recherche. On pense que le développement britannique de la bombe atomique, caché sous le nom de High Explosive Research (HER), est initialement basé à Fort Halstead, où la première bombe atomique est développée sous la direction de William George Penney, qui est nommé surintendant principal de la recherche sur l'armement par C.P. Snow. L'opération Hurricane voit la bombe transportée par frégate vers l'Australie et exploser avec succès dans les îles Montebello. En 1950, la recherche "HER" est déplacée vers un nouveau site à l'Atomic Weapons Establishment, dans le Berkshire.
En 1955, les deux départements fusionnent pour devenir l'"Armament Research and Development Establishment" (ARDE), qui reçoit le titre de "Royal" en février 1962. Dans les années 1980, RARDE fusionne avec le "Military Vehicles and Engineering Establishment (en)" (MVEE), avec des sites à Chertsey et Christchurch, et le "Propellants, Explosives and Rocket Motor Establishment (en)" basé à Waltham Abbey et Westcott.
À la suite de l'attentat à la bombe de Lockerbie en décembre 1988, des experts du laboratoire d'explosifs de RARDE examinent le matériel récupéré sur les lieux de l'accident et témoignent ensuite en tant qu'experts judiciaires lors du procès de l'attentat à la bombe du vol 103 de la Pan Am.
En 1996, le bus de l'attentat à la bombe d'Aldwych est emmené à Fort Halsted pour analyse, où auparavant un certain nombre d'engins explosifs de l'IRA avaient été examinés.
Le RARDE accueille un certain nombre de projets de simulation militaire et de jeux de guerre, principalement destinés à évaluer l'efficacité des futurs achats d'équipements de défense. Après l'invasion du Koweït par l'Irak et tout au long de la seconde moitié des années 1990, une série de jeux de guerre informatisés est menée au RARDE en préparation de l'opération Granby (en), la contribution britannique à la guerre du Golfe.
En 2017, des scientifiques du laboratoire médico-légal d'explosifs de Fort Halstead examinent l'épave de l'avion du crash du Tu-154 de l'armée de l'air polonaise, à la recherche de traces d'explosifs.

## Évolution vers DERA
Le 1er avril 1991, la Defence Research Agency (DRA) est créée en réunissant le Royal Aerospace Establishment (RAE), l'Amiralty Research Establishment (ARE), le RARDE et le Royal Signals and Radar Establishment (en) (RSRE). C'est une agence exécutive du ministère de la Défense. Quatre ans plus tard, lorsque la DRA devient la Defence Evaluation and Research Agency (en) (DERA), le laboratoire d'explosifs médico-légaux fait l'objet d'un examen médiatique et scientifique. En 1996, au milieu d'allégations selon lesquelles du matériel contaminé avait été utilisé pour tester des preuves médico-légales, une enquête est ouverte sous la direction du professeur Brian Caddy de l'Université de Strathclyde pour enquêter sur les lacunes présumées du laboratoire.

## Dstl et QinetiQ
À la suite de la scission de DERA en 2001 en QinetiQ et Dstl, le site de Fort Halstead est conservé par QinetiQ qui loue une partie du site à Dstl. Ses fonctions principales les plus récentes sont la recherche, le test, l'évaluation et l'analyse médico-légale des explosifs. Le laboratoire d'explosifs du site est de nouveau utilisé dans l'enquête à la suite de la tentative d'attentat à la bombe du 21 juillet 2005 à Londres. L'établissement est en 2000 le plus gros employeur du district de Sevenoaks, avec 1300 employés travaillant sur le site.
En mars 2006, QinetiQ vend le site de Fort Halstead à Armstrong Kent LLP pour une somme non divulguée, tout en restant sur place en tant que locataire. Le 17 juin 2011, Dstl annonce que ses installations à Fort Halstead devaient fermer à la suite d'un examen des opérations sur le site,. Les plans actuels prévoient une régénération à usage mixte du site de Fort Halstead, avec 700 nouvelles maisons et un campus d'affaires, ainsi que QinetiQ.

## Anciens employés connus
- Richard Beeching (en)[14]
- Alwyn Crow (en)[15]
- Frank Ewart Smith (en)
- Douglas Hartree[16]
- John Lennard-Jones[16]
- Dr J.W. Maccoll[17],[18]
- Nevill Mott[19]
- William Penney[20]
- Dick Strawbridge